# Reinhold Soyka
Reinhold Soyka (* 22. März 1952) ist ein ehemaliger deutscher Mittelstreckenläufer, der sich auf die 800-Meter-Distanz spezialisiert hatte.
Bei den Leichtathletik-Halleneuropameisterschaften gewann er 1973 in Rotterdam mit der bundesdeutschen Mannschaft Gold in der 4-mal-720-Meter-Staffel und wurde bei den 1975 in Kattowitz Sechster im Einzelwettbewerb.
1975 wurde er Deutscher Hallenmeister, 1973 Hallen-Vizemeister. Seine persönliche Bestzeit von 1:46,6 min stellte er am 29. August 1973 in Leverkusen auf.
Reinhold Soyka startete für den LC Bonn.